# 馬爾科·巴爾比尼
馬爾科·巴爾比尼（義大利語：Marco Barbini；1990年10月16日—）是一位意大利橄欖球運動員。他是意大利國家橄欖球隊的一員，代表意大利參加了2015年橄欖球六國賽。